# Grenå Redningsstation
Grenå Redningsstation är en dansk sjöräddningsstation i Grenå vid Kattegatt. Den inrättades 1899 och har sedan 1992 legat på Fiskerikajerna i Grenå Havn. Den täcker ett område från Mariagerfjorden, runt om Anholt över till Sjællands Odde upp till Hundested samt runt om Samsø och Århusbukten. 
Grenaa Redningsstation har två räddningsfartyg: sjöräddningskryssaren "Anna E. Rørbye" på 85 ton, byggd 1989, och fast rescue boat "FRB-10" av typ Marine Partner Alucat 1070 på sex ton. "Anna E. Rørby" är en deplacementsbåt med en högsta hastighet på 16 knop, medan "FRB-10" har en topphastighet på 45 knop.
År 2011 övervägde dåvarande operatören Farvandsvæsenet att dra in "Anna E. Rørbye", men denna plan fullföljdes inte.
Räddningsstationen har fyra heltidsanställda och sex deltidsanställda sjöräddare samt fem i reserv.